# L'Atzúbia
L'Atzúbia és una població i municipi del País Valencià, situat a la subcomarca de les Valls de Pego, a la Marina Alta. Antigament es denominava l'Atzúbia dels Roques o la Vila dels Roques.

## Geografia
L'Atzúbia està situada a les Valls de Pego als peus de la Serra Gallinera i la Serra Negra. L'orografia del terme, de 14,7 km², propicia el cicloturisme i el senderisme. Cal destacar entre els seus paratges el Tossal del Llop, zona d'acampada; la serra de l'Orxa, la serra de la Safor, la cova de Bassiets i, la més coneguda, del Canelobre.

### Nuclis
- l'Atzúbia
- Forna

### Límits
El terme municipal limita amb els de Pego, la Vall d'Ebo i la Vall de Gallinera (a la mateixa comarca); i amb els de Vilallonga i Oliva (a la Safor).

### Accés
L'accés a l'Atzúbia es fa prenent l'eixida 61 de l'autopista AP-7, passant per Pego i prenent la CV-700.

## Història
Malgrat les evidències del pas d'ibers i romans l'origen de la població és àrab. Jaume I va cedir-lo en 1258 a Arnau de Romaní. Posteriorment crearia la baronia de Forna per al seu fill. En 1602 estava habitat per 6 famílies, però en 1609 restà despoblat rere l'expulsió dels moriscos; fou repoblat en 1611 per Francesc Roca amb mallorquins. Ha pertangut als Cruïlles (s. XVI), els Figuerola (s. XVII) i els Julià i el baró de Santa Bárbara (s. XIX). En 1845 el municipi reunia 150 jornals de secà amb una petita horta regada amb el safareig de Forna, en les seues muntanyes posseïa dues mines de carbó mineral, dues pedreres d'algeps, sis forns per a coure'l, tres pedreres d'arena i 200 caps de bestiar llaner. En 1911 Forna i l'Atzúbia es fusionaren passant a formar un únic municipi.

## Demografia i economia
En 2013 hi havia 744 habitants, molts d'ells estrangers, repartits en els dos nuclis de població: l'Atzúbia i Forna.
L'economia ha estat tradicionalment agrícola (cítrics). A l'ombra del turisme que afecta tota la costa creixen el sector serveis i la construcció.
| 1900 | 1910 | 1920 | 1930 | 1940 | 1950 | 1960 | 1970 | 1981 | 1991 | 2000 | 2005 | 2007 | 2011 | 2013 |
| ---- | ---- | ---- | ---- | ---- | ---- | ---- | ---- | ---- | ---- | ---- | ---- | ---- | ---- | ---- |
| 630  | 692  | 841  | 851  | 889  | 858  | 766  | 644  | 544  | 545  | 547  | 611  | 668  | 730  | 744  |

## Política i govern

### Composició de la Corporació Municipal
El Ple de l'Ajuntament està format per 7 regidors. En les eleccions municipals de 26 de maig de 2019 foren elegits 4 regidors d'Iniciativa per Atzúbia i Forna (IAF) i 3 del Partit Popular (PP).
| Eleccions municipals de 26 de maig de 2019 - l'Atzúbia                                                          |                                     |                                     |                                     |      |          |          |
| Candidatura | Candidatura                         | Candidatura                         | Cap de llista                       | Vots | Vots     | Regidors |
| | Iniciativa per Atzúbia i Forna      |                                     | Maria Oltra Vidal                   | 215  | 59,56%   | 4 ()     |
| | Partit Popular                      |                                     | Juan Marcos Siscar Gosp             | 145  | 40,17%   | 3 ()     |
| | Vots en blanc                       |                                     |                                     | 1    | 0,28%    |          |
| Total vots vàlids i regidors                                                                                    | Total vots vàlids i regidors        | Total vots vàlids i regidors        | Total vots vàlids i regidors        | 361  | 100 %    | 7        |
| | Vots nuls                           | Vots nuls                           | Vots nuls                           | 3    | 0,82%    |          |
| Participació (vots vàlids més nuls)                                                                             | Participació (vots vàlids més nuls) | Participació (vots vàlids més nuls) | Participació (vots vàlids més nuls) | 364  | 71,37%** |          |
| Abstenció | Abstenció                           | Abstenció                           | Abstenció                           | 146* | 28,63%** |          |
| Total cens electoral                                                                                            | Total cens electoral                | Total cens electoral                | Total cens electoral                | 510* | 100 %**  |          |
| Alcaldessa: Maria Oltra Vidal (IAF) (15/06/2019)                                                                |                                     |                                     |                                     |      |          |          |
| Fonts: JEC, JEZ Dénia, Periòdic Ara. (* No són vots sinó electors. ** Percentatge respecte del cens electoral.) |                                     |                                     |                                     |      |          |          |

### Alcaldia
Des de 2019 l'alcaldessa de l'Atzúbia és Maria Oltra Vidal, d'Iniciativa per l'Atzúbia i Forna (IAF).
| Període                       | Alcalde o alcaldessa                          | Partit polític | Data de possessió     | Observacions |
| ----------------------------- | --------------------------------------------- | -------------- | --------------------- | ------------ |
| 1979–1983                     | Manuel Reig Siscar                            | UCD            | 19/04/1979            | --           |
| 1983–1987                     | Manuel Reig Siscar                            | AP-PDP-UL-UV   | 28/05/1983            | --           |
| 1987–1991                     | Manuel Reig Siscar                            | AP             | 30/06/1987            | --           |
| 1991–1995                     | Manuel Reig Siscar                            | PP             | 15/06/1991            | --           |
| 1995–1999                     | Manuel Reig Siscar                            | PP             | 17/06/1995            | --           |
| 1999–2003                     | Manuel Reig Siscar                            | PP             | 03/07/1999            | --           |
| 2003–2007                     | Manuel Reig Siscar                            | PP             | 14/06/2003            | --           |
| 2007–2011                     | Manuel Reig Siscar José Gerardo Server Vicens | PP             | 16/06/2007 23/06/2009 | Defunció --  |
| 2011–2015                     | Josep Vicent Vidal Torralba                   | IAF            | 11/06/2011            | --           |
| 2015–2019                     | Josep Vicent Vidal Torralba                   | IAF            | 13/06/2015            | --           |
| 2019-2023                     | Maria Oltra Vidal                             | IAF            | 15/06/2019            | --           |
| Des de 2023                   | Maria Oltra Vidal                             | IAF            | 17/06/2023            | --           |
| Fonts: Generalitat Valenciana |                                               |                |                       |              |

## Monuments

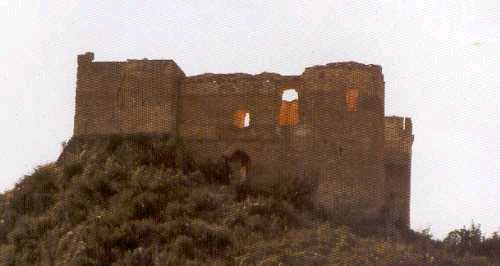
Castell de Forna

El poble és blanc amb singulars formes als ràfecs de les teulades. Paga la pena visitar el nucli urbà de Forna.
Els béns immobles protegits com a patrimoni cultural són:
- Castell de Forna. Islàmic, pertangué al senyoriu d'Al-Azraq. Molt deteriorat però amb algunes estructures encara dempeus. Hi ha un projecte per a restaurar-lo.
- Església de Sant Vicent Ferrer, església parroquial barroca del segle xviii amb campanar del 1964.
- Església de Sant Bernat de Forna.

## Llocs d'interés

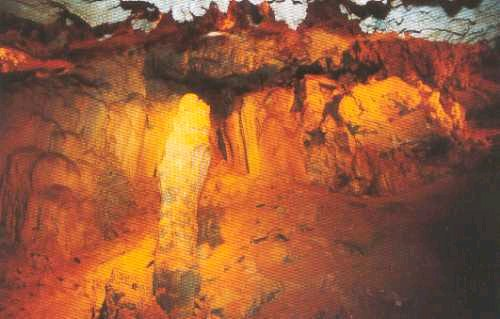
Interior de la Cova de Canelobres

- Tossal del Llop. Zona recreativa i d'acampada envoltada de pins i disposa d'un complet equipament.
- Cova de Canelobres. Cova habilitada per a la seua visita i on poder observar les curioses i originals formes que han pres les estalactites i estalagmites amb el pas del temps.

## Festes
- Festes Patronals. Se celebren en honor de la Verge dels Desemparats, al Crist del Miracle i la Mare de Déu del Rosari, el primer cap de setmana del mes de setembre. S'organitzen actes com la desfilada de Moros i Cristians, concursos de paelles i d'alfàbegues, revetlles, cercaviles, concerts, àpats populars, actes religiosos, carrosses i focs artificials.
- Festes de Forna. En honor de Sant Bernat i Sant Antoni Abat durant la segona quinzena d'agost.

## Gastronomia
Els plats típics són l'arròs amb crosta, les coques escaldades, els pimentons i albergínies farcides i la paella.

## Fills il·lustres
- Joan Pons i Server (l'Atzúbia, 1941), instrumentista, professor i compositor valencià de música per a banda.